# Механическая желтуха
Механическая желтуха — окрашивание в жёлтый цвет кожи, склер и слизистых оболочек вследствие гипербилирубинемии, возникшей из-за непроходимости желчевыводящих протоков.  Развитие механической желтухи значительно утяжеляет состояние больного и осложняет лечение основного заболевания.

## Классификация
- обтурационная,
- подпеченочная,
- застойная,
- компрессионная.

## Причины
Доброкачественные заболевания:
- Камни желчных протоков
- Рубцовая стриктура (сужение) желчных протоков
- Киста поджелудочной железы
- Хронический индуративный панкреатит
- Острый панкреатит и отёк поджелудочной железы
- Синдром Мириззи
- Портальная билиопатия
- и др.

Злокачественные заболевания
- Опухоль печени, желчных протоков, большого дуоденального сосочка, головки поджелудочной железы
- Распространённый рак желудка
- Метастазы в печени опухолей различной локализации.

## Диагностика
Применяются неинвазивные и инвазивные методы исследования. К неинвазивным относятся — лабораторная диагностика, ультразвуковое исследование, компьютерная томография, магнитно-резонансная холангиография. К инвазивным — чрескожная чреспечёночная холангиография, эндоскопическая ретроградная холангиография.

## Лечение
Лечение оперативное. В настоящее время считается оптимальным проведение лечения больных механической желтухой в два этапа.
На первом этапе выполняют декомпрессию желчевыводящих путей с помощью различных методов дренирования — эндоскопических или чрескожных. К эндоскопическим относят папиллосфинктеротомию (ЭПСТ), назобилиарное дренирование. К чрескожным относят чрескожную чреспеченочную холангиостомию (ЧЧХС), чрескожную чреспечёночную холецистостомию под контролем УЗИ, КТ или лапароскопа.
На втором этапе, после ликвидации механической желтухи, стараются устранить причину, вызвавшую механическую желтуху с помощью оперативного вмешательства. При невозможности радикальной операции выполняют эндопротезирование желчных протоков.
Такая тактика лечения позволяет добиться уменьшения количества послеоперационных осложнений и снижения уровня общей летальности.
При интоксикационном синдроме рекомендуется проведение энтеросорбции.